# Plastophora aristica
Plastophora aristica är en tvåvingeart som först beskrevs av Schmitz 1920.  Plastophora aristica ingår i släktet Plastophora och familjen puckelflugor. Inga underarter finns listade i Catalogue of Life.